# Natalia Pastorutti
Natalia Pastorutti (Arequito, provincia de Santa Fe; 15 de agosto de 1982) es una cantante, abogada y escribana argentina. Es la hermana menor de la cantante Soledad Pastorutti, a quien suele acompañar a dúo profesionalmente desde 1997 y como solista desde 2007. Junto a su hermana es una de las voces más representativas del nuevo folklore argentino.
En 2019 retomó su carrera solista y desde entonces recorre los escenarios de los principales festivales de Argentina, llevando el folklore con nuevos sonidos y versiones de nuestro cancionero popular.

## Biografía
Natalia Pastorutti es la segunda hija de Griselda Haydee Zacchino y Omar Alberto Pastorutti. Desde pequeña tomó junto a su hermana clases de órgano y luego de guitarra.
Se presentaron por primera vez como dúo en el festival de La Cumbre, en Córdoba.
En enero de 1996, con apenas trece años, acompañó a su hermana en el Festival de Cosquín en la presentación en la que fue distinguida como revelación y recibieron el premio Cosquín de Oro.
Al finalizar 1996 acompañó a Soledad en la grabación de su primer disco Poncho al viento, participando en «Alma, corazón y vida», «A don Ata», «Rosario de Santa Fe» y «A Gualeguaychú». Al poco tiempo la venta del disco superó las ochocientas mil unidades en muy corto lapso desde su salida.
En 1997 las dos hermanas hicieron una gran gira por el país, cantando en 181 pueblos y ciudades de Argentina. Se editó el segundo álbum de Soledad, y Natalia fue nuevamente convocada a participar en «Las moras», «Del norte cordobés» y «Mano a mano». Este año realizaron diez presentaciones en el teatro Gran Rex de Buenos Aires.
Soledad se convirtió en la representante argentina para componer una canción e incluirla en el álbum editado a nivel internacional con motivo de la realización del Campeonato Mundial de Fútbol, y las hermanas Pastorutti acompañaron oficialmente al seleccionado argentino a Francia. Antes de volver al país, Soledad y Natalia recibieron en Madrid una distinción de Sony Music Internacional por haber alcanzado el millón de unidades vendidas.
Al regresar al país, Sony Music Argentina las reconoció públicamente como las artistas que produjeron las mayores ventas en menor tiempo de toda la historia de la compañía, tomando en cuenta a todos los artistas, de todos los géneros musicales. Terminaron el año editando A mi gente, su primer disco editado en vivo, que plasmó los recitales del Gran Rex, en donde Natalia participó en «Soñadora del carnaval», «De fiesta en fiesta», «A mi gente», «Déjame que me vaya», y se animó a grabar su primer tema solista «Sapo cancionero».
Durante 1999 realizó su primera experiencia en el cine con una participación especial en La edad del sol, película que fue vista por más de un millón de espectadores. Las hermanas Pastorutti viajaron a Miami a grabar su cuarto disco bajo la producción de Emilio Estefan. Participó en «El humahuaqueño» y «Popurrí de candombes». Este disco contuvo ritmos de distintos lugares de Latinoamérica, y las llevó de gira por Uruguay, Paraguay, Chile, Perú, México, Estados Unidos y España.
Soledad y Natalia participaron del Festival Chileno de Olmué y del Festival de Viña del Mar. A mediados de año volvieron a presentarse en la ciudad de Buenos Aires y colmaron en tres oportunidades la capacidad del estadio Luna Park. En agosto actuaron durante cuatro noches en el Festival Folklórico de Martigues en Francia y en el Barbican Centre de Londres. En octubre salió a la venta el disco Soledad, donde Natalia cantó en «De mi madre», «Chacarera del cardenal» y «Si queremos».
En 2001 editaron Libre, bajo la producción de Alejandro Lerner y Fernando Isella, el cual es presentado nuevamente en cinco funciones en el Gran Rex. Natalia participó del primer corte de difusión del disco Tren del cielo, y también en «Padre del carnaval» y «Todos juntos».
Durante 2002 volvieron a presentarse en el Festival de Viña del Mar. Sony Music decidió relanzar Libre y realizaron una gira por Argentina, Bolivia, Brasil, Canadá, Chile, Costa Rica, Perú y Uruguay. Antes de finalizar el año, las hermanas Pastorutti decidieron homenajear a Horacio Guarany en el estadio Luna Park, lo cual quedó registrado en un nuevo disco denominado Juntos por única vez, donde volvió a lucirse como solista en «Puerto de Santa Cruz» y «Jacinto Piedra» y sorprendió cantando a trío (Soledad-Natalia-Horacio) el clásico «A don Ata».
En 2003 editaron A donde vayas, álbum en el que Natalia interpretó «Tambores del sur», «Luz de amor», «Luces para mi» y «Zamba de usted».

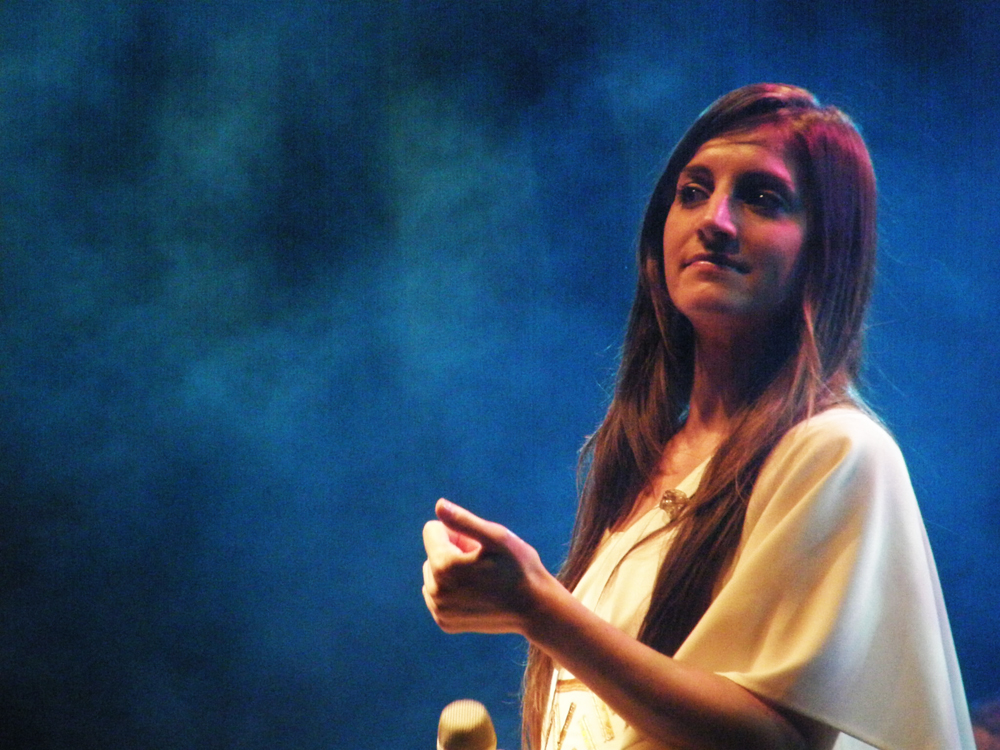
Natalia Pastorutti en una interpretación solista en la ciudad de Santa Fe.

Durante 2004, Rincón de luz, la telenovela protagonizada por su hermana en 2003, se presentó siete veces con formato de Show Musical-Teatral en el estadio Nokia, con capacidad para diez mil personas, ubicado en Tel-Aviv (Israel), y Cris Morena, productora de la misma, decidió invitar a Natalia a participar del mismo. En ese mismo año se presentaron en el estadio Luna Park, debiendo agregar una tercera función debido a la gran demanda de entradas. Ese mismo año Natalia grabó «Si supieras» para competir en el Festival de Viña del Mar.
En 2005 siguieron recorriendo el país con sus presentaciones, consolidándose como las artistas de mayor convocatoria a nivel nacional. En agosto se editó Diez años de Soledad, el primer álbum doble cuya producción estuvo a cargo del músico Afo Verde. El primer disco contiene once temas de estudio; Natalia participó en «Una fiesta», «Yo vendo unos ojos negros», «Quiéreme como te quiero yo» y se incluyó su versión solista de «Si supieras», donde demostró su madurez como vocalista y como intérprete. El segundo disco era totalmente en vivo y Natalia participó de «Todos juntos», «Tren del cielo» y «A don Ata».

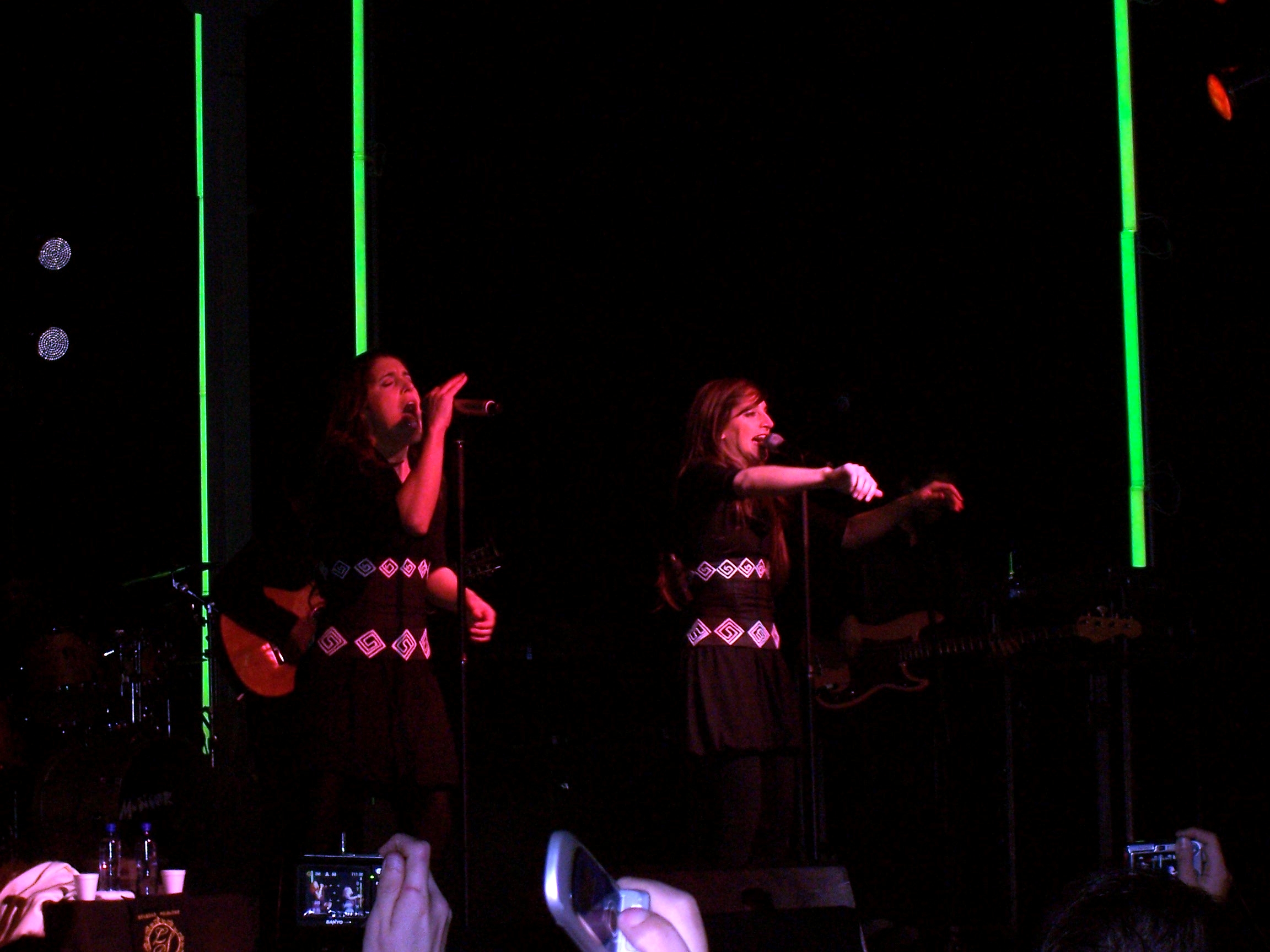
Soledad y Natalia Pastorutti, en la Feria Internacional de la Música (Bafim) de 2008.

Inmediatamente, el 26 de noviembre, inauguró junto a Soledad, el Estadio Pepsi Music, donde presentaron el álbum e iniciaron una gira que las llevaría a recorrer los escenarios más importantes del país durante todo 2006, incluyendo el Festival de Cosquín en Córdoba y el Teatro Gran Rex en Buenos Aires. Durante 2006, también editaron su primer DVD Soledad en obras.
Comenzó 2007 recibiéndose de abogada en la Universidad del Salvador. Fue invitada a participar, y aceptó, del "Circo de las Estrellas", segmento televisivo del exitoso programa de Susana Giménez, emitido de lunes a viernes por Telefe, donde semana a semana se desempeñó con sus pruebas de circo, el cual ganó. A su vez, fue el año en que decidió lanzar su primer disco en solitario, que fue producido por Guillermo Vadalá, bajista de Fito Páez. Me dejo andar combinó temas pop con baladas y obtuvo el Premio Clarín en los rubros «disco melódico» y «revelación». También logró la nominación a los Premios Carlos Gardel a la música.
Durante los años siguientes se presentó muchas veces como solista, sin dejar a su vez de acompañar a su hermana en sus shows.
En 2011 lanzó su segundo disco como solista, Fui yo, que contó con la participación de Noel Schajris (ex-Sin Bandera). El primer corte de difusión, «Fui yo», alcanzó los primeros lugares de los rankings de varios países latinoamericanos.
El 4 de mayo de 2016 anunció en su cuenta oficial de Twitter que se encontraba embarazada. El 11 de octubre de 2016 nació Pascual, su primogénito, en la ciudad de Rosario.  
En 2019, anuncia el regreso a carrera como solista, esta vez, dirigida al género folclórico.
El día 28 de septiembre del 2020  confirmó a través de su cuenta de Instagram que espera a su segundo hijo.

## Discografía
Participaciones especiales en:
- 1996: Poncho al viento
- 1997: La Sole
- 1998: A mi gente (en vivo)
- 1999: Yo sí quiero a mi país
- 2000: Soledad
- 2001: Libre
- 2002: Sole y Horacio juntos por única vez (en vivo)
- 2003: Adonde vayas
- 2005: Diez años de Soledad (Disco doble)
- 2008: Folklore
- 2009: La fiesta: juntos de verdad (en vivo)
- 2010: Vivo en Arequito CD+DVD (15 años aniversario)
- 2015: Vivir es hoy
- 2016: 20 años
- 2018: ViveRo, noche de sueños

## Discografía como solista
- Me dejo andar (2007) fue el primer disco solista de Natalia. Contó con once temas inéditos, dos de ellos a dúo, uno con su hermana («Si mi pecho hablara»), y otro con Axel Fernando («Me dejo andar»). El CD fue lanzado en agosto de 2007 y debutó en el puesto 4 de la lista de CAPIF.

Lista de temas

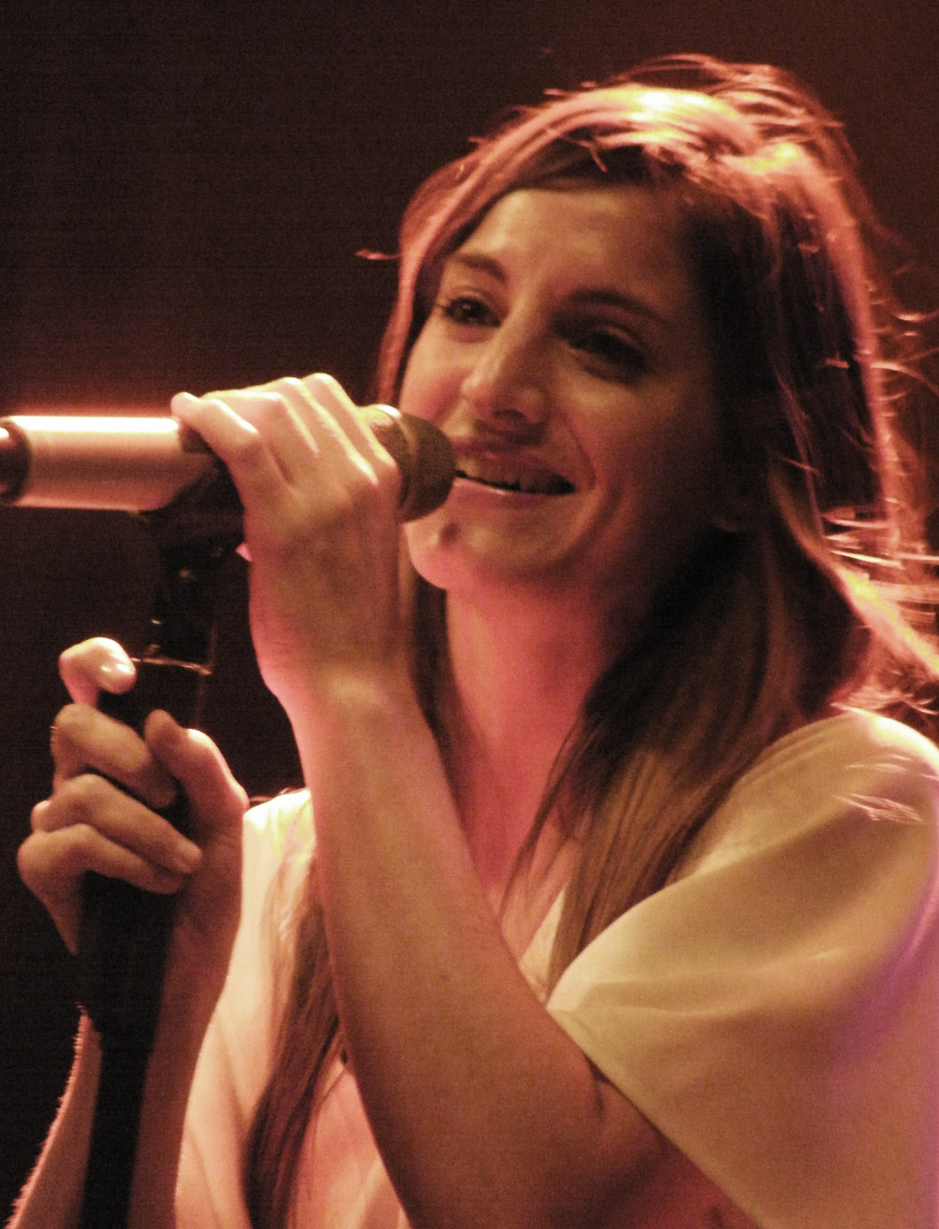
Natalia Pastorutti en una interpretación solista en la ciudad de Santa Fe

1. «Dos caras de una moneda» (Soledad Pastorutti-Jeremías Audoglio-Guillermo Vadalá)
2. «Vocabulario» (Pablo Cordero)
3. «Un poco de ti» (Luli Pizarro)
4. «Eres todo» (Marcela Morelo)
5. «Ay! corazón» (Claudia Brant)
6. «Si mi pecho hablara» (Ela Ruiz)
7. «Soles en el mar» (Christian Nielsen-Guillermo Vadalá)
8. «Doblé y me fui» (Fernando López Rossi)
9. «Me dejo andar» (Luli Pizarro-Guille Vadala)
10. «Salí última y gané» (Luli Pizarro)
11. «Caminando» (Pablo Cordero)

- Fui yo (2011) fue el segundo disco solista de Natalia. Fue lanzado al mercado discográfico el 29 de marzo de 2011 por el sello Sony Music.[2] El primer corte de difusión dio nombre al álbum y fue interpretado a dúo con el cantante argentino Noel Schajris, reconocido internacionalmente por haber integrado el dueto Sin Bandera. El disco también contó nuevamente con la colaboración de Soledad, en el tema «Siempre que puedas».

Lista de temas
1. «Lunas de papel»
2. «Y así»
3. «Fui yo» (a dúo con Noel Schajris)
4. «Aquí tienes mi amor»
5. «Para seguir»
6. «Corazón de madera»
7. «Siempre que puedas» (a dúo con Soledad)
8. «Sabor a fruta»
9. «Solamente yo»
10. «Qué será»
11. «Si fuera»